# XIXe siècle en musique classique
| \| • Retour à la chronologie générale de la musique classique • \| |
| Grèce • Rome • Haut Moyen Âge • VIIIe siècle • IXe siècle • Xe siècle • XIe siècle XIIe siècle • XIIIe siècle • XIVe siècle • XVe siècle • XVIe siècle • XVIIe siècle XVIIIe siècle • XIXe siècle • XXe siècle • XXIe siècle |
| • Retour à la chronologie générale de la musique classique • |

| Années en musique classique : 1797 - 1798 - 1799 - 1800 - 1801 - 1802 - 1803    |
| Décennies en musique classique : 1770 - 1780 - 1790 - 1800 - 1810 - 1820 - 1830 |

## Naissances
- 1801 : Vincenzo Bellini (1801-1835)
- 1801 : Johannes van Bree (1801-1857)
- 1801 : Johann Wenzel Kalliwoda (1801-1866)
- 1801 : Joseph Lanner (1801-1843)
- 1801 : Albert Lortzing (1801-1851)
- 1802 : Charles-Auguste de Bériot (1802-1870)
- 1802 : Wilhelm Bernhard Molique (1802-1869)
- 1803 : Adolphe Charles Adam (1803-1856)
- 1803 : Hector Berlioz (1803-1869)
- 1803 : Franz Lachner (1803-1890)
- 1804 : Hippolyte Monpou (1804-1841)
- 1804 : Johann Strauss, père (1804-1849)
- 1804 : Mikhaïl Glinka (1804-1857)
- 1804 : Louise Farrenc (1804-1875)
- 1804 : Charles Spackmann Barker (1804-1879)
- 1805 : Fanny Mendelssohn (1805-1847)
- 1805 : Napoléon Coste (1805-1883)
- 1806 : Juan Crisóstomo de Arriaga (1806-1826)
- 1806 : Friedrich Burgmüller (1806-1874)
- 1806 : Henri Herz (1806-1888)
- 1806 : Johann Kaspar Mertz (1806-1856)
- 1807 : Adrien-François Servais (1807-1866)
- 1808 : Elias Parish Alvars (1808-1849)
- 1808 : Henri de Ruolz (1808-1887)
- 1809 : Adolf Friedrich Hesse (1809-1863)
- 1809 : Felix Mendelssohn (1809-1847)
- 1809 : Heinrich Proch (1809-1878)
- 1810 : Norbert Burgmüller (1810-1836)
- 1810 : Frédéric Chopin (1810-1849)
- 1810 : Ferenc Erkel (1810-1893)
- 1810 : Otto Nicolai (1810-1849)
- 1810 : Robert Schumann (1810-1856)
- 1810 : Samuel Sebastian Wesley (1810-1876)
- 1811 : Ferdinand Hiller (1811-1885)
- 1811 : Franz Liszt (1811-1886)
- 1811 : Ambroise Thomas (1811-1896)
- 1812 : Friedrich von Flotow (1812-1883)
- 1812 : Julius Rietz (1812-1877)
- 1812 : Henry Russell (1812-1901)
- 1812 : Sigismond Thalberg (1812-1871)
- 1813 : Charles Valentin Alkan (1813-1888)
- 1813 : Stephen Heller (1813-1888)
- 1813 : Theodor Oesten (1813-1870)
- 1813 : Michele Puccini (1813-1864)
- 1813 : Giuseppe Verdi (1813-1901)
- 1813 : Richard Wagner (1813-1883)
- 1814 : Heinrich Wilhelm Ernst (1814-1865)
- 1814 : Adolph von Henselt (1814-1889)
- 1814 : Mihály Mosonyi (1814-1870)
- 1814 : Thomas Attwood Walmisley (1814-1856)
- 1815 : Halfdan Kjerulf (1815-1868)
- 1815 : Robert Volkmann (1815-1883)
- 1816 : William Sterndale Bennett (1816-1875)
- 1817 : Niels Gade (1817-1890)
- 1817 : Louis James Alfred Lefebure (1817-1869)
- 1818 : Antonio Bazzini (1818-1897)
- 1818 : Cesare Ciardi (1818-1877)
- 1818 : Alexander Dreyschock (1818-1869)
- 1818 : Charles Gounod (1818-1893)
- 1818 : Henry Litolff (1818-1891)
- 1819 : Stanislaw Moniuszko (1819-1872)
- 1819 : Jacques Offenbach (1819-1880)
- 1819 : Clara Schumann (1819-1896)
- 1819 : Franz von Suppé (1819-1895)
- 1820 : Alexander Fesca (1820-1849)
- 1820 : George Frederick Root (1820-1895)
- 1820 : Henri Vieuxtemps (1820-1881)
- 1821 : Giovanni Bottesini (1821-1889)
- 1821 : Franz Doppler (1821-1883)
- 1822 : Luigi Arditi (1822-1903)
- 1822 : César Franck (1822-1890)
- 1822 : Joachim Raff (1822-1882)
- 1822 : Franz Strauss (1822-1905)
- 1823 : Theodor Kirchner (1823-1903)
- 1823 : Édouard Lalo (1823-1892)
- 1824 : Anton Bruckner (1824-1896)
- 1824 : Carl Reinecke (1824-1910)
- 1824 : Bedřich Smetana (1824-1884)
- 1825 : Jean-Baptiste Arban (1825-1889)
- 1825 : Karl Doppler (1825-1900)
- 1825 : Johann Strauss, fils (1825-1899)
- 1826 : Stephen Foster (1826-1864)
- 1826 : Ludwig Minkus (1826-189?)
- 1827 : Gustav Adolf Merkel (1827-1885)
- 1827 : Josef Strauss (1827-1870)
- 1829 : Albert Hermann Dietrich (1829-1908)
- 1829 : Louis Moreau Gottschalk (1829-1869)
- 1829 : Anton Rubinstein (1829-1894)
- 1830 : Hans Bronsart von Schellendorff (1830-1913)
- 1830 : Hans von Bülow (1830-1894)
- 1830 : Karl Goldmark (1830-1915)
- 1831 : Joseph Joachim (1831-1907)
- 1832 : Charles Lecocq (1832-1918)
- 1832 : Henry Clay Work (1832-1884)
- 1833 : Alexandre Borodine (1833-1887)
- 1833 : Johannes Brahms (1833-1897)
- 1833 : Jules Demersseman (1833-1866)
- 1834 : Vilém Blodek (1834-1874)
- 1834 : Amilcare Ponchielli (1834-1886)
- 1834 : Julius Reubke (1834-1858)
- 1835 : César Cui (1835-1918)
- 1835 : Camille Saint-Saëns (1835-1921)
- 1835 : Henryk Wieniawski (1835-1880)
- 1836 : Léo Delibes (1836-1891)
- 1836 : William S. Gilbert (1836-1911)
- 1837 : Mili Balakirev (1837-1910)
- 1837 : Théodore Dubois (1837-1924)
- 1837 : Alexandre Guilmant (1837-1911)
- 1837 : Ernest Guiraud (1837-1892)
- 1837 : Adolf Jensen (1837-1879)
- 1837 : Emile Waldteufel (1837-1915)
- 1838 : Tekla Badarzewska (1838-1861)
- 1838 : Georges Bizet (1838-1875)
- 1838 : Max Bruch (1838-1920)
- 1839 : Dudley Buck (1839-1909)
- 1839 : Friedrich Gernsheim (1839-1916)
- 1839 : Modest Mussorgsky (1839-1881)
- 1839 : Eduard Napravnik (1839-1916)
- 1839 : John Knowles Paine (1839-1906)
- 1839 : Josef Rheinberger (1839-1901)
- 1839 : Jose White (1839-1918)
- 1840 : Hermann Goetz (1840-1876)
- 1840 : John Stainer (1840-1901)
- 1840 : Johan Svendsen (1840-1911)
- 1840 : Piotr Ilitch Tchaïkovski (1840-1893)
- 1841 : Emmanuel Chabrier (1841-1894)
- 1841 : Antonín Dvořák (1841-1904)
- 1841 : Giovanni Sgambati (1841-1914)
- 1841 : Carl Tausig (1841-1871)
- 1842 : Arrigo Boito (1842-1918)
- 1842 : Jules Massenet (1842-1912)
- 1842 : Karl Millöcker (1842-1899)
- 1842 : Antonio Pasculli (1842-1924)
- 1842 : Arthur Sullivan (1842-1900)
- 1843 : Edvard Grieg (1843-1907)
- 1843 : Heinrich Herzogenberg (1843-1900)
- 1843 : David Popper (1843-1913)
- 1843 : Carl Michael Ziehrer (1843-1922)
- 1844 : Eugène Gigout (1844-1925)
- 1844 : Emile Paladilhe (1844-1926)
- 1844 : Nikolaï Rimski-Korsakov (1844-1908)
- 1844 : Pablo de Sarasate (1844-1908)
- 1844 : Paul Taffanel (1844-1908)
- 1844 : Charles-Marie Widor (1844-1937)
- 1845 : Gabriel Fauré (1845-1924)
- 1845 : Alphonse Hasselmans (1845-1912)
- 1846 : Ignaz Brüll (1846-1907)
- 1846 : Francesco Paolo Tosti (1846-1916)
- 1847 : Agathe Backer Grøndahl (1847-1907)
- 1847 : Henk Backer-Grondahl (1847-1907)
- 1847 : Robert Fuchs (1847-1927)
- 1847 : August Klughardt (1847-1902)
- 1847 : Augusta Holmès (1847-1903)
- 1847 : Philipp Scharwenka (1847-1917)
- 1848 : Henri Duparc (1848-1933)
- 1848 : Hubert Parry (1848-1918)
- 1848 : Otto Malling (1848-1915)
- 1849 : Benjamin Godard (1849-1895)
- 1850 : Zdeněk Fibich (1850-1900)
- 1850 : Xaver Scharwenka (1850-1924)
- 1851 : Vincent d'Indy (1851-1931)
- 1852 : Gabriel Marie (1852-1928)
- 1852 : William Posse (1852-1926)
- 1852 : Charles Villiers Stanford (1852-1924)
- 1852 : Francisco Tarrega (1852-1909)
- 1853 : Arthur Foote (1853-1937)
- 1853 : André Messager (1853-1929)
- 1853 : Emil Sjögren (1853-1918)
- 1854 : Alfredo Catalani (1854-1893)
- 1854 : George Chadwick (1854-1931)
- 1854 : Engelbert Humperdinck (1854-1921)
- 1854 : Leoš Janáček (1854-1928)
- 1854 : Moritz Moszkowski (1854-1925)
- 1854 : Paul Pabst (1854-1897)
- 1854 : John Philip Sousa (1854-1932)
- 1855 : Ernest Chausson (1855-1899)
- 1855 : Anatoli Liadov (1855-1914)
- 1856 : Arthur Bird (1856-1923)
- 1856 : André Gédalge (1856-1926)
- 1856 : Alexandre Kastalski (1856-1926)
- 1856 : Giuseppe Martucci (1856-1909)
- 1856 : Christian Sinding (1856-1941)
- 1856 : Sergei Taneyev (1856-1915)
- 1857 : Alfred Bruneau (1857-1934)
- 1857 : Cécile Chaminade (1857-1944)
- 1857 : Edward Elgar (1857-1934)
- 1857 : Sylvio Lazzari (1857-1944)
- 1858 : Jenő Hubay (1858-1937)
- 1858 : Ruggero Leoncavallo (1858-1919)
- 1858 : Giacomo Puccini (1858-1924)
- 1858 : Eugène Ysaÿe (1858-1931)
- 1859 : August Enna (1859-1939)
- 1859 : Josef Bohuslav Foerster (1859-1951)
- 1859 : Victor Herbert (1859-1924)
- 1859 : Mikhaïl Ippolitov-Ivanov (1859-1935)
- 1859 : Peter Lange-Müller (1859-1926)
- 1859 : Sergueï Liapounov (1859-1924)
- 1860 : Isaac Albeniz (1860-1909)
- 1860 : Gustave Charpentier (1860-1956)
- 1860 : Victor Ewald (1860-1935)
- 1860 : Gustav Mahler (1860-1911)
- 1860 : Ignacy Paderewski (1860-1941)
- 1860 : Emil von Řezníček (1860-1945)
- 1860 : Hugo Wolf (1860-1903)
- 1861 : Anton Arensky (1861-1906)
- 1861 : Charles Martin Loeffler (1861-1935)
- 1861 : Edward MacDowell (1861-1908)
- 1861 : Ludwig Thuille (1861-1907)
- 1862 : Leon Boellmann (1862-1897)
- 1862 : Claude Debussy (1862-1918)
- 1862 : Frederick Delius (1862-1934)
- 1862 : Maurice Emmanuel (1862-1938)
- 1862 : Ethelbert Nevin (1862-1901)
- 1863 : Pietro Mascagni (1863-1945)
- 1863 : Ernesto Nazareth (1863-1934)
- 1863 : Horatio Parker (1863-1919)
- 1863 : Gabriel Pierné (1863-1937)
- 1864 : Eugen d’Albert (1864-1932)
- 1864 : Alexandre Gretchaninov (1864-1956)
- 1864 : Johan Halvorsen (1864-1935)
- 1864 : Franco Leoni (1864-1949)
- 1864 : Allesandro Longo (1864-1945)
- 1864 : Alberto Nepomuceno (1864-1920)
- 1864 : Guy Ropartz (1864-1955)
- 1864 : Richard Strauss (1864-1949)
- 1865 : Paul Dukas (1865-1935)
- 1865 : Alexandre Glazounov (1865-1936)
- 1865 : Albéric Magnard (1865-1914)
- 1865 : Carl Nielsen (1865-1931)
- 1865 : Jean Sibelius (1865-1957)
- 1866 : Tor Aulin (1866-1914)
- 1866 : Ferruccio Busoni (1866-1924)
- 1866 : Francesco Cilea (1866-1950)
- 1866 : Vassili Kalinnikov (1866-1901)
- 1866 : Edwin Lemare (1866-1934)
- 1866 : Erik Satie (1866-1925)
- 1866 : Johann III Strauss (1866-1939)
- 1867 : Amy Beach (1867-1944)
- 1867 : Herbert L. Clark (1867-1945)
- 1867 : Umberto Giordano (1867-1948)
- 1867 : Enrique Granados (1867-1916)
- 1867 : Charles Koechlin (1867-1950)
- 1868 : Granville Bantock (1868-1946)
- 1868 : Henry F. Gilbert (1868-1928)
- 1868 : Scott Joplin (1868-1917)
- 1868 : Hamish MacCunn (1868-1916)
- 1869 : Edoardo Capua (di) (1869-1917)
- 1869 : Abel Decaux (1869-1943)
- 1869 : Komitas (1869-1935)
- 1869 : Hans Pfitzner (1869-1949)
- 1869 : Albert Roussel (1869-1937)
- 1869 : Henry Wood (1869-1944)
- 1870 : Leopold Godowsky (1870-1938)
- 1870 : Franz Lehar (1870-1948)
- 1870 : Guillaume Lekeu (1870-1894)
- 1870 : Vítězslav Novák (1870-1949)
- 1870 : Florent Schmitt (1870-1958)
- 1870 : Oscar Straus (1870-1954)
- 1870 : Charles Tournemire (1870-1939)
- 1870 : Louis Vierne (1870-1937)
- 1871 : Henry Hadley (1871-1937)
- 1871 : Wilhelm Stenhammar (1871-1927)
- 1871 : Alexander von Zemlinsky (1871-1942)
- 1872 : Hugo Alfven (1872-1960)
- 1872 : Arthur Farwell (1872-1952)
- 1872 : Julius Fučík (1872-1916)
- 1872 : Edward Hill (1872-1960)
- 1872 : Lazare-Auguste Maquaire (1872-1906)
- 1872 : Alexandre Scriabine (1872-1915)
- 1872 : Déodat de Séverac (1872-1921)
- 1872 : Sergey Nikiforovitch Vassilenko (1872-1956)
- 1872 : Ralph Vaughan Williams (1872-1958)
- 1873 : Joseph Jongen (1873-1953)
- 1873 : Daniel Gregory Mason (1873-1953)
- 1873 : Henri Rabaud (1873-1949)
- 1873 : Sergueï Rachmaninov (1873-1943)
- 1873 : Max Reger (1873-1916)
- 1873 : Jean Roger-Ducasse (1873-1954)
- 1873 : Déodat de Séverac (1873-1921)
- 1874 : Edward Bairstow (1874-1946)
- 1874 : Salvatore Cardillo (1874-1947)
- 1874 : Rodolfo Falvo (1874-1936)
- 1874 : Gustav Holst (1874-1934)
- 1874 : Charles Ives (1874-1954)
- 1874 : Paul Jeanjean (1874-1928)
- 1874 : Serge Koussevitzky (1874-1951)
- 1874 : Franz Schmidt (1874-1939)
- 1874 : Arnold Schoenberg (1874-1951)
- 1874 : Josef Suk (1874-1935)
- 1875 : Julián Carrillo (1875-1965)
- 1875 : Samuel Taylor Coleridge (1875-1912)
- 1875 : Ernesto Curtis (de) (1875-1937)
- 1875 : Reinhold Glière (1875-1956)
- 1875 : Reynaldo Hahn (1875-1947)
- 1875 : Albert Ketèlbey (1875-1959)
- 1875 : Fritz Kreisler (1875-1962)
- 1875 : Adolf Misek (1875-1955)
- 1875 : Italo Montemezzi (1875-1952)
- 1875 : Maurice Ravel (1875-1937)
- 1876 : Franco Alfano (1876-1954)
- 1876 : Havergal Brian (1876-1972)
- 1876 : John Alden Carpenter (1876-1951)
- 1876 : Pablo Casals (1876-1973)
- 1876 : Manuel de Falla (1876-1946)
- 1876 : Josef Hofmann (1876-1957)
- 1876 : Carl Ruggles (1876-1971)
- 1876 : Ermanno Wolf-Ferrari (1876-1948)
- 1877 : Louis Aubert (1877-1968)
- 1877 : Sergei Bortkiewicz (1877-1952)
- 1877 : Ernst von Dohnanyi (1877-1960)
- 1877 : Sigfrid Karg-Elert (1877-1933)
- 1877 : Paul Ladmirault (1877-1944)
- 1877 : Sigfrid Karg-Elert (1877-1933)
- 1878 : André Caplet (1878-1925)
- 1878 : Gabriel Dupont (1878-1914)
- 1878 : Franz Schreker (1878-1934)
- 1878 : Vincenzo Tommasini (1878-1950)
- 1878 : Bela Varkonyi (1878-1946)
- 1879 : Frank Bridge (1879-1941)
- 1879 : Joseph Canteloube (1879-1957)
- 1879 : Jean Cras (1879-1932)
- 1879 : Maurice Delage (1879-1961)
- 1879 : Rudolph Friml (1879-1972)
- 1879 : Philippe Gaubert (1879-1941)
- 1879 : Hamilton Harty (1879-1941)
- 1879 : John Ireland (1879-1962)
- 1879 : Edward Llewellyn (1879-1936)
- 1879 : Joaquín Nin (1879-1949)
- 1879 : Otto Olsson (1879-1964)
- 1879 : Ottorino Respighi (1879-1936)
- 1879 : Cyril Scott (1879-1970)
- 1879 : Marcel Tournier (1879-1951)
- 1879 : Louis Vuillemin (1879-1929)
- 1879 : Alma Mahler (1879-1964)
- 1880 : Ernest Bloch (1880-1959)
- 1880 : John Foulds (1880-1939)
- 1880 : Désiré-Emile Inghelbrecht (1880-1965)
- 1880 : Nikolai Medtner (1880-1951)
- 1880 : Ildebrando Pizzetti (1880-1968)
- 1880 : Francesco Balilla Pratella (1880-1955)
- 1880 : Arthur Shepherd (1880-1958)
- 1880 : Robert Stolz (1880-1975)
- 1880 : Healey Willan (1880-1968)
- 1881 : Béla Bartók (1881-1945)
- 1881 : Charles Wakefield Cadman (1881-1946)
- 1881 : Georges Enesco (1881-1955)
- 1881 : Paul Le Flem (1881-1984)
- 1881 : Nikolai Miaskovsky (1881-1950)
- 1881 : Karl Weigl (1881-1949)
- 1882 : Robert Nathaniel Dett (1882-1943)
- 1882 : Ignaz Friedman (1882-1948)
- 1882 : Percy Grainger (1882-1961)
- 1882 : Emmerich Kálmán (1882-1953)
- 1882 : Zoltán Kodály (1882-1967)
- 1882 : Manuel Ponce (1882-1948)
- 1882 : John Powell (1882-1963)
- 1882 : Artur Schnabel (1882-1951)
- 1882 : Igor Stravinsky (1882-1971)
- 1882 : Leopold Stokowski (1882-1977)
- 1882 : Karol Szymanowski (1882-1937)
- 1882 : Joaquin Turina (1882-1949)
- 1883 : Hubert Bath (1883-1945)
- 1883 : Arnold Bax (1883-1953)
- 1883 : Alfredo Casella (1883-1947)
- 1883 : George Dyson (1883-1964)
- 1883 : Manuel Infante (1883-1958)
- 1883 : Edgard Varèse (1883-1965)
- 1883 : Anton Webern (1883-1945)
- 1883 : Riccardo Zandonai (1883-1944)
- 1884 : Marguerite Béclard d'Harcourt (1884-1964)
- 1884 : Charles Tomlinson Griffes (1884-1920)
- 1884 : Louis Gruenberg (1884-1964)
- 1884 : Léon Jongen (1884-1969)
- 1884 : Ture Rangstrom (1884-1947)
- 1885 : Pio Agustin Barrios (1885-1944)
- 1885 : Alban Berg (1885-1935)
- 1885 : George Butterworth (1885-1916)
- 1885 : Werner Josten (1885-1963)
- 1885 : Jerome Kern (1885-1945)
- 1885 : Jerome Kessner (1885-1945)
- 1885 : Ferdinand Jelly Roll Morton (1885-1941)
- 1885 : Ezra Pound (1885-1972)
- 1885 : Wallingford Riegger (1885-1961)
- 1885 : Carlos Salzedo (1885-1961)
- 1885 : Egon Wellesz (1885-1974)
- 1886 : John Becker (1886-1961)
- 1886 : Eric Coates (1886-1957)
- 1886 : Marcel Dupré (1886-1971)
- 1886 : Óscar Esplá (1886-1976)
- 1886 : Wilhelm Furtwangler (1886-1954)
- 1886 : Elizabeth Gyring (1886-1970)
- 1886 : Johan Emanuel Jonasson (1886-1956)
- 1886 : Ethel Leginska (1886-1970)
- 1886 : Othmar Schoeck (1886-1957)
- 1886 : James Scott (1886-1938)
- 1886 : Kosaku Yamada (1886-1965)
- 1887 : Kurt Atterberg (1887-1974)
- 1887 : Nicolae Bretan (1887-1968)
- 1887 : Heino Eller (1887-1970)
- 1887 : Joseph Lamb (1887-1940)
- 1887 : Leevi Madetoja (1887-1947)
- 1887 : Sigmund Romberg (1887-1951)
- 1887 : Rudi Stephan (1887-1915)
- 1887 : Ernst Toch (1887-1964)
- 1887 : Fartein Valen (1887-1952)
- 1887 : Heitor Villa-Lobos (1887-1959)
- 1888 : Claude Delvincourt (1888-1954)
- 1888 : Louis Durey (1888-1979)
- 1888 : Adrian Schaposhnikov (1888-1967)
- 1888 : Burnet Tuthill (1888-1982)
- 1889 : Joseph J. McGrath (1889-1968)
- 1889 : Heathcote Statham (1889-1973)
- 1889 : Efrem Sr. Zimbalist (1889-1985)
- 1890 : Hans Gal (1890-1987)
- 1890 : Jacques Ibert (1890-1962)
- 1890 : Sándor Jemnitz (1890-1963)
- 1890 : Frank Martin (1890-1974)
- 1890 : Bohuslav Martinů (1890-1959)
- 1890 : Jānis Mediņš (1890-1966)
- 1891 : Arthur Bliss (1891-1975)
- 1891 : Richard Donovan (1891-1970)
- 1891 : Marcel Grandjany (1891-1975)
- 1891 : Frederick Jacobi (1891-1952)
- 1891 : James P. Johnson (1891-1955)
- 1891 : Georges Migot (1891-1976)
- 1891 : Federico Moreno Torroba (1891-1982)
- 1891 : Edvard Moritz (1891-1974)
- 1891 : Serge Prokofiev (1891-1953)
- 1891 : Adolph Weiss (1891-1971)
- 1892 : Max Deutsch (1892-1982)
- 1892 : Giorgio Federico Ghedini (1892-1965)
- 1892 : Ferde Grofé (1892-1972)
- 1892 : Charles Haubiel (1892-1978)
- 1892 : Arthur Honegger (1892-1955)
- 1892 : Herbert Howells (1892-1983)
- 1892 : Yryo Kilpnen (1892-1959)
- 1892 : Felix Labunski (1892-1979)
- 1892 : Darius Milhaud (1892-1974)
- 1892 : Leo Ornstein (1892-2002)
- 1892 : Hilding Rosenberg (1892-1985)
- 1892 : Norbert Sprongl (1892-1983)
- 1892 : Germaine Tailleferre (1892-1983)
- 1892 : Adrien Rougier (1892-1984)
- 1893 : Jean Absil (1893-1974)
- 1893 : Arthur Benjamin (1893-1960)
- 1893 : Lili Boulanger (1893-1918)
- 1893 : Eugène Goossens (1893-1962)
- 1893 : Rued Langgaard (1893-1952)
- 1893 : Aarre Merikanto (1893-1958)
- 1893 : Federico Mompou (1893-1987)
- 1893 : Douglas Moore (1893-1969)
- 1893 : Manuel Palau (1893-1967)
- 1893 : Paul Pisk (1893-1990)
- 1893 : Bernard Rogers (1893-1968)
- 1894 : Aaron Avshalomov (1894-1965)
- 1894 : Robert Russell Bennett (1894-1981)
- 1894 : Paul Dessau (1894-1979)
- 1894 : Ernest Kanitz (1894-1978)
- 1894 : Joseph Lauber (1894-1952)
- 1894 : Michel Michelet (1894-)
- 1894 : Ernest John Moeran (1894-1950)
- 1894 : Willem Pijper (1894-1947)
- 1894 : Walter Piston (1894-1976)
- 1894 : Erwin Schulhoff (1894-1942)
- 1894 : Nicolas Slonimsky (1894-1995)
- 1894 : Peter Warlock (1894-1930)
- 1894 : Eugene Zador (1894-1977)
- 1895 : Mario Castelnuovo-Tedesco (1895-1968)
- 1895 : Clara Haskil (1895-1960)
- 1895 : Juan José Castro (1895-1968)
- 1895 : Georges Dandelot (1895-1975)
- 1895 : Paul Hindemith (1895-1963)
- 1895 : Gordon Jacob (1895-1984)
- 1895 : Henri Martelli (1895-1980)
- 1895 : Carl Orff (1895-1982)
- 1895 : Dane Rudhyar (1895-1985)
- 1895 : Leo Sowerby (1895-1968)
- 1895 : William Grant Still (1895-1978)
- 1896 : Roberto Gerhard (1896-1970)
- 1896 : Howard Hanson (1896-1981)
- 1896 : Leroy Robertson (1896-1971)
- 1896 : Roger Sessions (1896-1985)
- 1896 : Tadeusz Szeligowski (1896-1963)
- 1896 : Virgil Thomson (1896-1989)
- 1896 : Wladimir Vogel (1896-1984)
- 1896 : Jaromir Weinberger (1896-1967)
- 1896 : Jean Wiener (1896-1982)
- 1897 : Paul Ben-Haim (1897-1984)
- 1897 : Gaspar Cassadó (1897-1966)
- 1897 : Henry Cowell (1897-1965)
- 1897 : John Fernström (1897-1961)
- 1897 : Harrison Kerr (1897-1978)
- 1897 : Erich Wolfgang Korngold (1897-1957)
- 1897 : Quincy Porter (1897-1966)
- 1897 : Harald Saeverud (1897-1992)
- 1897 : Lamar Stringfield (1897-1959)
- 1897 : Alexandre Tansman (1897-1986)
- 1898 : Salvador Bacarisse (1898-1963)
- 1898 : Ernani Braga (1898-1948)
- 1898 : Marcel Dick (1898-1991)
- 1898 : Hanns Eisler (1898-1962)
- 1898 : Herbert Elwell (1898-1974)
- 1898 : George Gershwin (1898-1937)
- 1898 : Ebbe Hamerik (1898-1951)
- 1898 : Roy Harris (1898-1979)
- 1898 : Tibor Harsanyi (1898-1954)
- 1898 : Marcel Mihalovici (1898-1985)
- 1898 : Paul Müller-Zürich (1898-1993)
- 1898 : Vittorio Rieti (1898-1994)
- 1899 : Georges Auric (1899-1983)
- 1899 : Robert Casadesus (1899-1972)
- 1899 : Carlos Chavez (1899-1978)
- 1899 : Robert Clérisse (1899-1973)
- 1899 : Alfred Eisenstein (1899-)
- 1899 : Duke Ellington (1899-1974)
- 1899 : Juan Vicente Lecuna (1899-1954)
- 1899 : Federico Garcia Lorca (1899-1936)
- 1899 : Lovro von Matačić (1899-1985)
- 1899 : Francis Poulenc (1899-1963)
- 1899 : Silvestre Revueltas (1899-1940)
- 1899 : Alexandre Tcherepnine (1899-1977)
- 1899 : Randall Thompson (1899-1984)
- 1899 : Vally Weigl (1899?-1982)

## Décès
- 1801 : Joseph Touchemoulin (1727-1801)
- 1802 : Giuseppe Sarti (1729-1802)
- 1803 : Pierre Vachon (1738-1803)
- 1803 : Johann Christoph Kellner (1736-1803)
- 1805 : Luigi Boccherini (1743-1805)
- 1806 : Michael Haydn (1737-1806)
- 1808 : Carles Baguer (1768-1808)
- 1809 : Joseph Haydn (1732-1809)
- 1810 : Giuseppe Ferlendis (1755-1810)
- 1812 : Johannes Matthias Sperger (1750-1812)
- 1812 : Franz Anton Hoffmeister (1754-1812)
- 1812 : Jan Ladislav Dussek (1760-1812)
- 1813 : Ferdinando Bertoni (1725-1813)
- 1813 : Jean-Baptiste Vanhal (1739-1813)
- 1813 : André Grétry (1741-1813)
- 1814 : Johann Antonín Koželuh (1738-1814)
- 1814 : Georg Joseph Vogler (1749-1814)
- 1814 : Johann Friedrich Reichardt (1752-1814)
- 1814 : Erik Tulindberg (1731-1814)
- 1815 : Christian Gottlieb Scheidler (1752-1815)
- 1815 : Jakub Jan Ryba (1765-1815)
- 1815 : Domenico Puccini (1772-1815)
- 1816 : Giovanni Paisiello (1740-1816)
- 1816 : Jean-Paul-Égide Martini (1742-1816)
- 1816 : Josef Fiala (1748-1816)
- 1817 : Pierre-Alexandre Monsigny (1729-1817)
- 1817 : Étienne-Nicolas Méhul (1763-1817)
- 1819 : Jean-Louis Duport (1749-1819)
- 1824 : Giovanni Battista Viotti (1755-1824)
- 1825 : Antonio Salieri (1750-1825)
- 1825 : Jan Václav Hugo Voříšek (1791-1825)
- 1826 : Franz Danzi (1763-1826)
- 1826 : Carl Maria von Weber (1786-1826)
- 1827 : Ludwig van Beethoven (1770-1827)
- 1827 : James Hewitt (1770-1827)
- 1828 : Franz Schubert (1797-1828)
- 1829 : Bernardo Porta (1758-1829)
- 1832 : Muzio Clementi (1752-1832)
- 1833 : Michał Kleofas Ogiński (1765-1833)
- 1834 : François-Adrien Boieldieu (1775-1834)
- 1835 : Vincenzo Bellini (1801-1835)
- 1836 : Antoine Reicha (1770-1836)
- 1836 : Norbert Burgmüller (1810-1836)
- 1837 : Johann Nepomuk Hummel (1778-1837)
- 1837 : Niccolò Antonio Zingarelli (1752-1837)
- 1838 : Ferdinand Ries (1784-1838)
- 1841 : Ignaz von Seyfried (1776-1841)
- 1841 : Hippolyte Monpou (1804-1841)
- 1843 : Joseph Lanner (1801-1843)
- 1844 : Matthew Camidge (1764-1844)
- 1844 : Franz Xaver Wolfgang Mozart (1791-1844)
- 1845 : Wilhelm Friedrich Ernst Bach (1759-1845)
- 1845 : Simon Mayr (1763-1845)
- 1846 : Domenico Dragonetti (1763-1846)
- 1847 : Heinrich Joseph Bärmann (1784-1847)
- 1847 : Fanny Mendelssohn (1805-1847)
- 1847 : Felix Mendelssohn (1809-1847)
- 1848 : Gaetano Donizetti (1797-1848)
- 1849 : Friedrich Kalkbrenner (1785-1849)
- 1849 : Dionisio Aguado (1787-1849)
- 1849 : Frédéric Chopin (1810-1849)
- 1850 : Adalbert Gyrowetz (1763-1850)
- 1850 : Vaclav Jan Tomasek (1774-1850)
- 1851 : Gaspare Spontini (1774-1851)
- 1851 : Alexandre Aliabiev (1787-1851)
- 1851 : Albert Lortzing (1801-1851)
- 1852 : Anton Bernhard Fürstenau (1792-1852)
- 1853 : George Onslow (1784-1853)
- 1854 : Carlo Yvon (1798-1854)
- 1856 : Robert Schumann (1810-1856)
- 1856 : Adolphe Charles Adam (1803-1856)
- 1857 : Carl Czerny (1791-1857)
- 1858 : Anton Diabelli (1781-1858)
- 1864 : Giacomo Meyerbeer (1791-1864)
- 1868 : Gioachino Rossini (1792-1868)
- 1869 : Hector Berlioz (1803-1869)
- 1870 : Ignaz Moscheles (1794-1870)
- 1875 : Georges Bizet (1838-1875)
- 1879 : Ernst Friedrich Richter (1808-1879)
- 1879 : Auguste Barbereau (1799-1879)
- 1879 : Henry Thomas Smart (1813-1879)
- 1879 : Peter Heise (1830-1879)
- 1879 : Charles Spackmann Barker (1804-1879)
- 1880 : Jacques Offenbach (1819-1880)
- 1883 : Richard Wagner (1813-1883)
- 1884 : Bedřich Smetana (1824-1884)
- 1886 : Franz Liszt (1811-1886)
- 1890 : César Franck (1822-1890)
- 1891 : Léo Delibes (1836-1891)
- 1892 : Édouard Lalo (1823-1892)
- 1893 : Charles Gounod (1818-1893)
- 1893 : Piotr Ilitch Tchaïkovski (1840-1893)
- 1894 : Anton Rubinstein (1829-1894)
- 1895 : Franz von Suppé (1819-1895)
- 1896 : Clara Schumann (1819-1896)
- 1896 : Anton Bruckner (1824-1896)
- 1897 : Johannes Brahms (1833-1897)
- 1899 : Frantz Jehin-Prume (1839-1899)
- 1899 : Johann Strauss II (1825-1899)
- 1899 : Ernest Chausson (1855-1899)
- 1899 : August Winding (1835-1899)
- 1899 : Aristide Cavaillé-Coll (1811-1899)
- 1899 : Romain Bussine (1830-1899)
- 1899 : Dominique Ducharme (1840-1899)